# Schleswig-Holstein (Schiff, 1997)
Die Schleswig-Holstein ist eine kombinierte RoRo- und Eisenbahnfähre der Scandlines Deutschland GmbH, die seit 1997 auf der Vogelfluglinie eingesetzt wird.

## Geschichte
Die Schleswig-Holstein wurde gemeinsam mit ihrem Schwesterschiff Deutschland als neu entwickelte Doppelendfähre im April 1996 bei Van der Giessen-De Noord in Krimpen aan den IJssel von der Deutschen Fährgesellschaft Ostsee in Auftrag gegeben. Sie hatte ihren fahrplanmäßigen Dienst bereits am 1. August 1997 aufgenommen, wurde aber erst zusammen mit der Deutschland am 9. Oktober 1997 getauft. Taufpatin war die damalige Ministerpräsidentin von Schleswig-Holstein, dem Namensgeber, Heide Simonis.
Die Fähre hatte einen unglücklichen Start und rammte am 11. Oktober 1997 gleich zweimal die Ostmole. Die Reparatur sollte in der Lübecker Flender-Werft erfolgen, dort kippte das Schiff jedoch beim Eindocken um und erlitt zusätzliche Schäden. Aus eigener Kraft fuhr die Schleswig-Holstein nach Rostock und wurde anschließend bei der Neptun Werft repariert.
Bereits zwei Monate nach der ersten Havarie lief die Fähre in Rødbyhavn auf Grund und musste erneut in die Werft.
Am 24. August 2009 kollidierte die Schleswig-Holstein kurz nach dem Auslaufen etwa drei Seemeilen nordwestlich von Puttgarden mit der US-amerikanischen Segelyacht Mahdi. An Bord befanden sich zwei Personen und ein Hund, die gerettet werden konnten.
Im Juni 2011 geriet das Kühlaggregat eines LKW an Bord des Schiffes in Brand. Das Feuer wurde von einem Besatzungsmitglied entdeckt und gelöscht.

## Technische Beschreibung

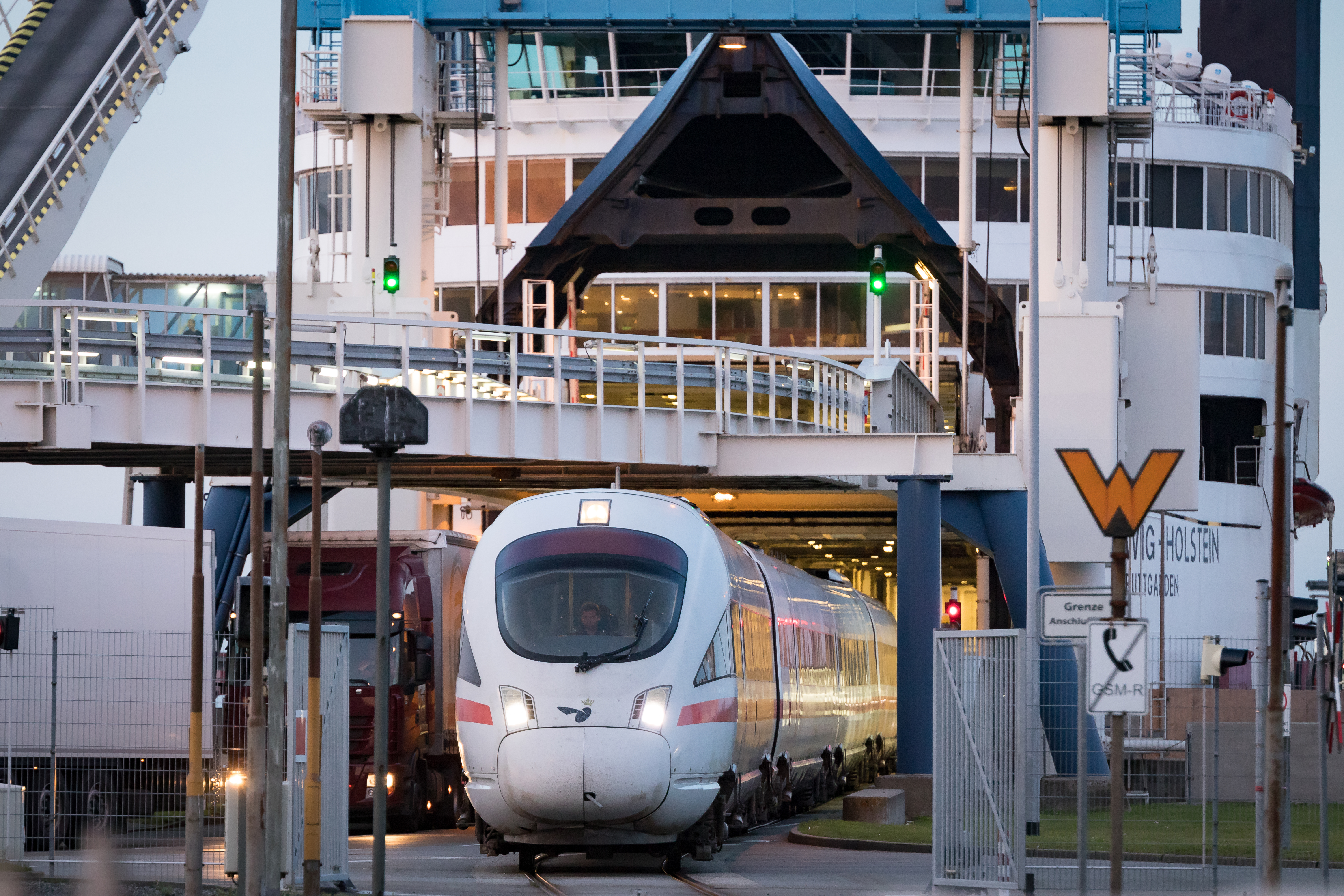
Ein ICE TD verlässt die Schleswig-Holstein

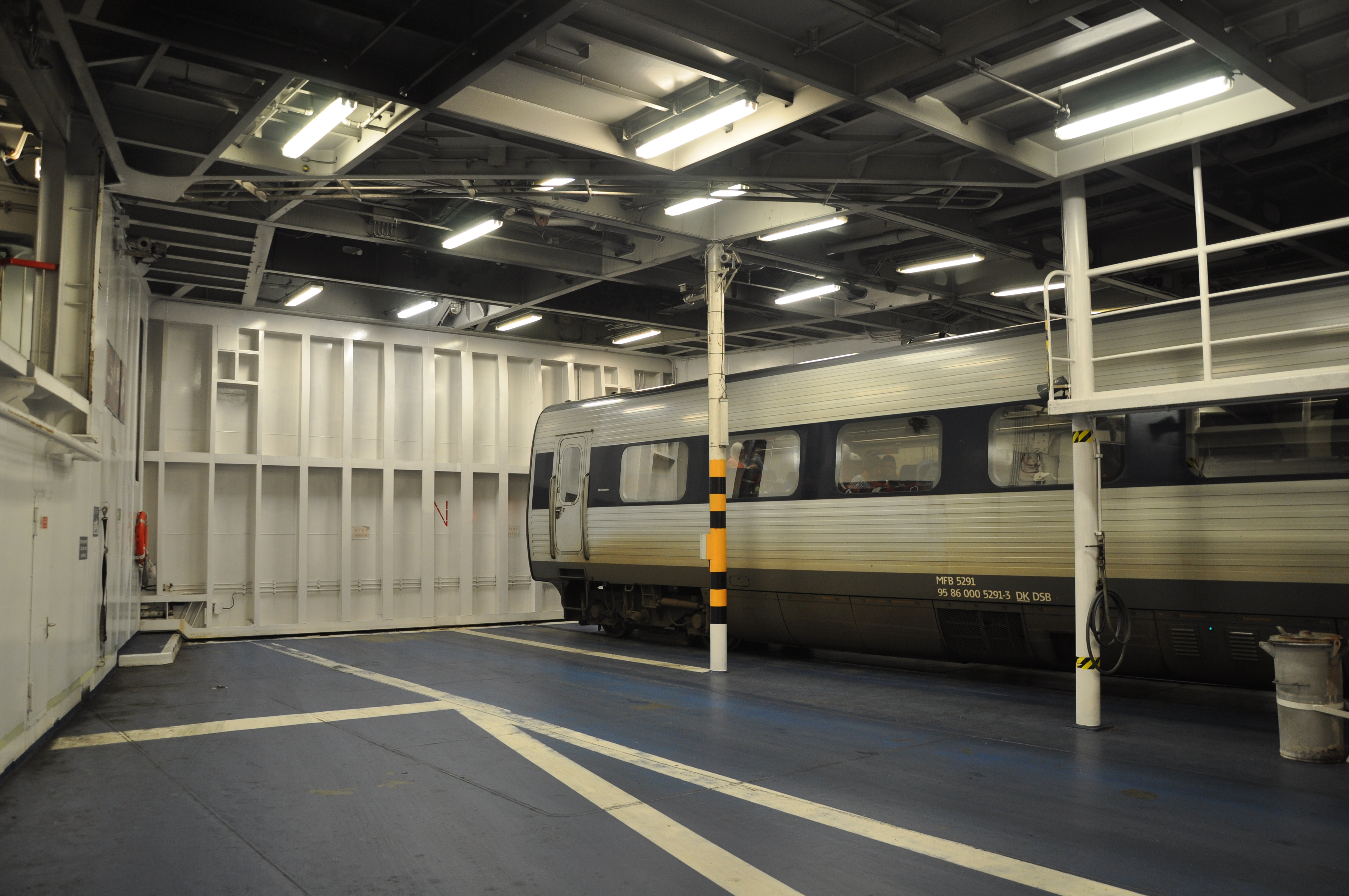
DSB MF im Inneren der Fähre

Im Gegensatz zu ihren Vorgängern haben die beiden Schwesterschiffe nur noch ein Gleis zur Aufnahme eines ICE TD oder DSB MF. Der Transport von Güterwagen ist auf der Vogelfluglinie eingestellt worden. Die Schiffe machen mit Haken in Höhe des Eisenbahndecks automatisch in den verbreiterten Fährbetten fest. Weil die Doppelendfähren die vorher üblichen Wendemanöver nicht mehr fahren müssen, konnte die Fahrzeit um 25 Prozent gekürzt werden und beträgt nur noch 45 Minuten.
Im Jahr 2013 hat Scandlines auf der Prinsesse Benedikte erstmals einen Hybridantrieb einbauen lassen. Im Laufe des Jahres 2014 folgte die Umrüstung auf den drei anderen Fähren der Vogelfluglinie. Der Hybridantrieb kombiniert Verbrennungsmotor und Elektroantrieb, wobei überschüssige Energie in Batterien gespeichert wird. Nach Angaben der Reederei können auf diese Weise bis zu 15 Prozent der CO₂-Emissionen eingespart werden. Zusätzlich wurden Gaswäscher zur Abgasentschwefelung eingebaut.

## Sonstiges
Die ebenfalls 1997 in Dienst gestellten Neubauten der Scandlines Danmark A/S, die Prins Richard und Prinsesse Benedikte haben nahezu gleiche Hauptparameter, weisen jedoch Unterschiede im Design und in der Gestaltung des Fahrgastbereiches auf.